# Arnaud Kalimuendo
Arnaud Kalimuendo Muinga (Suresnes, Isla de Francia, 20 de enero de 2002) es un futbolista francés que juega como delantero en el Nottingham Forest F. C. de la Premier League de Inglaterra.

## Trayectoria
Nacido en Suresnes, se unió a las categorías inferiores del Paris Saint-Germain en julio de 2012 proveniente del Saint Cloid FC. Ese mes, con solo 16 años, debutó con el equipo sub-19 del PSG, bajo las órdenes de Thiago Motta.
Firmó su primer contrato profesional con el club el 8 de julio de 2019, con una fecha de expiración de hasta el 30 de junio de 2022. El 10 de septiembre de 2020 debutó con el primer equipo en una derrota por 1 a 0 ante el R. C. Lens. Precisamente fue cedido al R. C. Lens en el mes de octubre hasta final de temporada tras renovar su contrato hasta 2024. El 31 de agosto de 2021 regresó a Lens un año más en una nueva cesión.
El 11 de agosto de 2022 puso fin a su etapa en París después de ser traspasado al Stade Rennais F. C., equipo con el que firmó un contrato de cinco años de duración. En los tres primeros disputó más de cien encuentros, en los que marcó cuarenta goles, y el 18 de agosto de 2025 se marchó al Nottingham Forest F. C.

## Estadísticas

### Clubes
Actualizado al último partido disputado el 3 de noviembre de 2024.
| Club                               | Div.          | Temporada     | Liga  | Liga  | Copas nacionales | Copas nacionales | Copas internacionales | Copas internacionales | Total | Total |
| Club                               | Div.          | Temporada     | Part. | Goles | Part.            | Goles            | Part.                 | Goles                 | Part. | Goles |
| ---------------------------------- | ------------- | ------------- | ----- | ----- | ---------------- | ---------------- | --------------------- | --------------------- | ----- | ----- |
| Paris Saint-Germain Francia        | 1.ª           | 2019-20       | 0     | 0     | 1                | 0                | 0                     | 0                     | 1     | 0     |
| Paris Saint-Germain Francia        | 1.ª           | 2020-21       | 1     | 0     | 0                | 0                | 0                     | 0                     | 1     | 0     |
| R. C. Lens Francia                 | 1.ª           | 2020-21       | 28    | 7     | 2                | 1                | ―                     | ―                     | 30    | 8     |
| Paris Saint-Germain Francia        | 1.ª           | 2021-22       | 2     | 0     | 1                | 0                | ―                     | ―                     | 3     | 0     |
| R. C. Lens Francia                 | 1.ª           | 2021-22       | 32    | 12    | 3                | 1                | ―                     | ―                     | 35    | 13    |
| R. C. Lens Francia                 | Total club    | Total club    | 60    | 19    | 5                | 2                | 0                     | 0                     | 65    | 21    |
| Paris Saint-Germain Francia        | 1.ª           | 2022-23       | 0     | 0     | 1                | 0                | ―                     | ―                     | 1     | 0     |
| Paris Saint-Germain Francia        | Total club    | Total club    | 3     | 0     | 3                | 0                | 0                     | 0                     | 6     | 0     |
| Stade Rennes F. C. Francia         | 1.ª           | 2022-23       | 30    | 7     | 1                | 0                | 6                     | 0                     | 37    | 7     |
| Stade Rennes F. C. Francia         | 1.ª           | 2023-24       | 30    | 10    | 5                | 4                | 6                     | 1                     | 41    | 15    |
| Stade Rennes F. C. Francia         | 1.ª           | 2024-25       | 33    | 17    | 1                | 1                | —                     | —                     | 34    | 18    |
| Stade Rennes F. C. Francia         | Total club    | Total club    | 93    | 34    | 7                | 5                | 12                    | 1                     | 112   | 40    |
| Nottingham Forest F. C. Inglaterra | 1.ª           | 2025-26       | 0     | 0     | 0                | 0                | 0                     | 0                     | 0     | 0     |
| Nottingham Forest F. C. Inglaterra | Total club    | Total club    | 0     | 0     | 0                | 0                | 0                     | 0                     | 0     | 0     |
| Total carrera                      | Total carrera | Total carrera | 154   | 53    | 15               | 7                | 12                    | 1                     | 181   | 61    |

## Palmarés

### Títulos nacionales
| Título               | Club                      | País    | Año  |
| -------------------- | ------------------------- | ------- | ---- |
| Supercopa de Francia | Paris Saint-Germain F. C. | Francia | 2022 |

### Títulos internacionales
| Título           | Equipo               | Sede  | Año  |
| ---------------- | -------------------- | ----- | ---- |
| Juegos Olímpicos | Selección de Francia | París | 2024 |